# Daspan
Daspan fou un estat tributari protegit, un jagir feudatari de Jodhpur, governat per una dinastia rajput rathor del clan Champawat, format per 12 pobles. Fou fundat el 1715 quan el maharaja Anbhay Singh de Jodhpur o Marwar va concedir un jagir amb 31 pobles al thakur Pratap Singh de Bhinmal. Jeevrajji fou deposat el 1804 i substituït pel seu germà Udairajji. El 1892 va pujar al tron Durjan Singh nascut Kunwar Durjan Singh, fill de Thakur Sagat Singhji de Daspan, adoptat per Veeram Singh.

## Llista de thakurs
- Thakur PRATAP SINGHJI 1715-1721 (+1730)
- Thakur DAULAT SINGHJI 1730-1769
- Thakur SHIVDAAN SINGHJI (Shivnath Singhji) 1769-1802
- Thakur JEEVRAJJI 1802-1804
- Thakur UDAIRAJJI 1804-1807
- Thakur ANAAR SINGHJI (Onad Singhji) 1807-1839
- Thakur SARDAR SINGHJI 1839-1848
- Thakur BHAIROO SINGHJI 1848-1885
- Thakur VEERAM SINGHJI 1885-1892
- Thakur DURJAN SINGH 1892-1949 (+ setembre de 1959)